# Paredes de Nava
Paredes de Nava es un municipio y localidad española de la provincia de Palencia, en la comunidad autónoma de Castilla y León. Perteneciente a la comarca de Tierra de Campos, cuenta con una población de 1911 habitantes (INE 2024).

## Geografía
Paredes de Nava está a una distancia de 20 km de Palencia, la capital provincial, en la comarca de Tierra de Campos. Su término municipal tiene 128,98 km². Fue desde la Edad Media hasta mediados del siglo XX el pueblo de la provincia de Palencia con el término municipal más extenso, lo cual permitió que Paredes de Nava fuese también la localidad de mayor importancia demográfica de toda la provincia, llegando, en ocasiones, a competir con la propia capital. De hecho, es conocido en la provincia de Palencia que, cuando se sorteaban los quintos, Paredes de Nava aportaba más mozos que ningún otro pueblo e incluso más que la capital. Pertenece al partido de Frechilla.

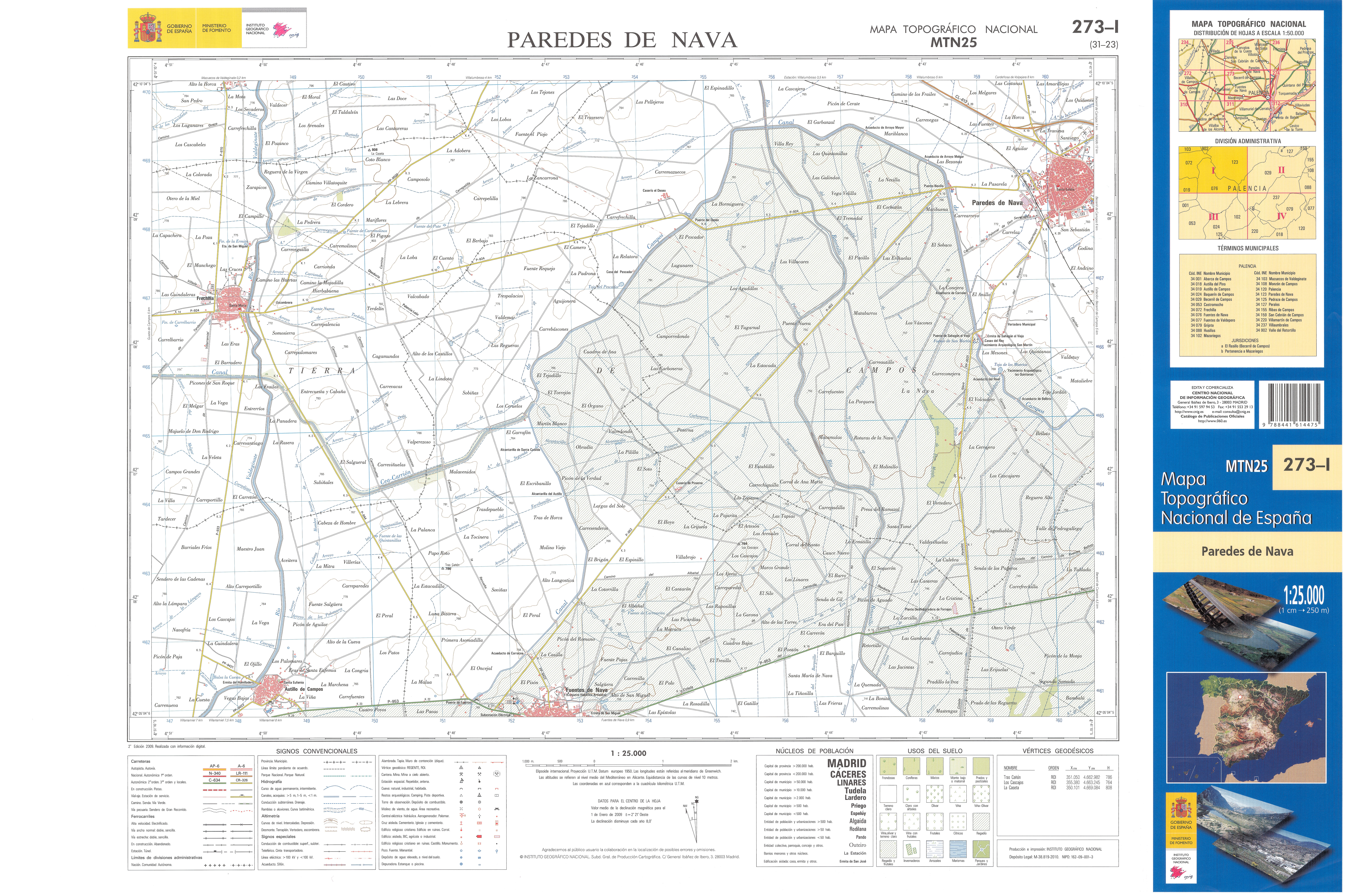
Fragmento de la hoja 273 del Mapa Topográfico Nacional de España de 2009 en el que se representa parte de Paredes de Nava

El territorio se divide entre una zona de campiña al suroeste y el páramo, más elevado al noreste. Limita con las localidades de: Becerril de Campos, Fuentes de Nava, Frechilla, Villalumbroso, Villatoquite, Cardeñosa de Volpejera, Villamuera de la Cueza, Villoldo, Perales y Villaldavín. Las principales vías de comunicación son la carretera autonómica CL-613, que une Palencia con León y la línea de ferrocarril Madrid-La Coruña, con estación en el núcleo urbano.
En el pasado se utilizó activamente el canal de Castilla como vía de transporte para los cereales producidos en Tierra de Campos. En Paredes de Nava, a 3 km de la localidad, existía un importante complejo de almacenamiento a orillas del canal, denominado como Casas del Rey, que servía además como lugar de descanso a los barqueros y a los animales de transporte.
La mayoría de las aguas pluviales van a parar a la laguna de la Nava, de carácter endorreico, mediante diversos arroyos de pequeña entidad. El resto de las lluvias, que caen al noreste, fluyen hacia el río Carrión, que atraviesa en un extremo el término municipal.

### Medio natural
Parte de su término municipal está integrado dentro de la Zona de especial protección para las aves denominada La Nava-Campos Norte perteneciente a la Red Natura 2000.
En las zonas elevadas del término municipal de Paredes de Nava se conservan varios montes de encinas. Estas zonas elevadas están entre las de mayor altitud de toda la Tierra de Campos, alcanzando a una cota de 892 m sobre el nivel del mar en la zona de Villorido, lo cual permite en días claros divisar cientos de kilómetros en la inmensidad de la llanura castellana, pudiéndose apreciar la cordillera Cantábrica hacia el norte, los montes de León hacia el noroeste y la sierra de la Demanda al este.

## Historia

### Orígenes de la villa
Se han datado asentamientos humanos en la meseta norte castellano leonesa desde la prehistoria, prefiriendo estos pobladores las zonas secas cerca de recursos hídricos. Así, se han descubierto restos arqueológicos en los alrededores de la laguna de la Nava; más exactamente construcciones de palafitos. Esta laguna sería en los orígenes de la localidad de gran importancia dado que el origen etimológico del topónimo remiten directamente a este accidente geográfico.

### Edad Antigua
Los primeros restos arqueológicos que se pueden atribuir a un asentamiento permanente en la zona fue un "puñal de lengua de carpa" que data de seis siglos antes de Cristo, en época de los pobladores vacceos. Ya durante los últimos siglos de la conquista romana, proliferaron las villas y poblados que se dispersaban por toda la península ibérica.
Muy cerca del actual caserío de Paredes de Nava, en un altozano estratégico, se encuentra el pago llamado «la ciudad». El nombre se debe a la existencia de una importante ciudad poblada por los vacceos y luego por los romanos. Según algunos historiadores se trata de la ciudad de Intercatia. Hoy todos estos restos se encuentra bajo tierras de cultivo, pendientes de ser excavados y descubiertos.

### Edad Media
Pero realmente se puede datar oficialmente el establecimiento del estatus de villa a Paredes de Nava con el reinado de Alfonso VII el Emperador, en fecha cercana a 1130, que otorga el fuero a la localidad quedando por escrito.
En 1237 Álvaro Pérez de Castro el Castellano, señor de la Casa de Castro y bisnieto de Alfonso VII de León, vendió a su segunda esposa, Mencía López de Haro, su villa de Paredes de Nava y toda su heredad en el reino de León por 15 000 maravedíes. Dos años después, el día 15 de mayo de 1239 Álvaro Pérez de Castro "el Castellano", vendió a la Orden de Calatrava y a su maestre Gonzalo Ibáñez la villa de Paredes de Nava por 7000 maravedíes, con la condición de mantener la tenencia vitalicia de la villa y la posibilidad de que sus hijos, que aún no había tenido, la recuperasen si devolvían esa cantidad al cumplir los 14 años de edad.

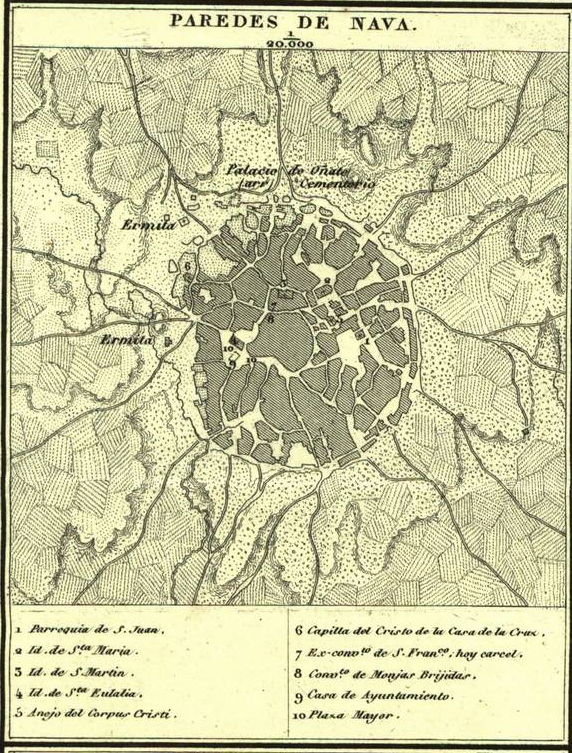
Mapa de la localidad publicado en 1852 realizado por Francisco Coello

En siglos posteriores, y durante toda la Edad Media, la villa adquiere nuevas relaciones con la realeza: con Sancho IV el Bravo el pueblo pasó a ser villa de realengo. En 1452 Juan II de Castilla concedió el título de conde de Paredes de Nava a uno de los vástagos de la noble familia Lara, Rodrigo Manrique de Lara, condestable y posteriormente maestre de la Orden de Santiago, además de padre del poeta Jorge Manrique.

### Edad Contemporánea
A la caída del Antiguo Régimen la localidad se constituye en municipio constitucional en el partido de Frechilla, conocido entonces como Villaoliva y que en el censo de 1842 contaba con 1156 hogares y 6013 vecinos.

## Demografía

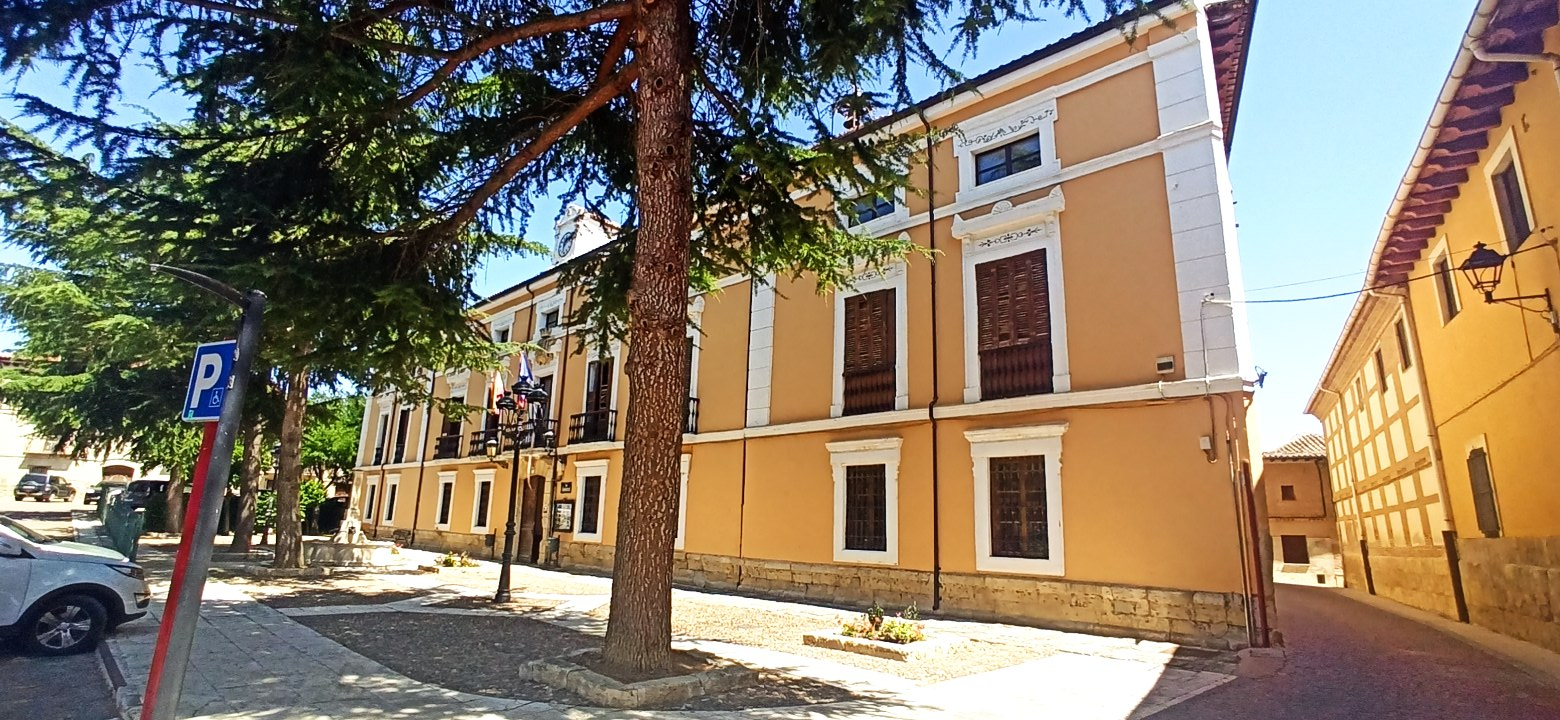
Casa consistorial

Cuenta con una población de 1911 habitantes (INE 2024).
| Gráfica de evolución demográfica de Paredes de Nava entre 1842 y 2021                                                 |
| |
| Población de derecho según los censos de población del INE. Población de hecho según los censos de población del INE. |

Paredes de Nava fue desde finales de la Edad Media hasta bien entrado el siglo XX la localidad con mayor población de la provincia de Palencia después de la capital.
Durante los siglos XV y XVI Paredes de Nava estuvo entre las quince localidades más pobladas de toda Castilla. Durante del siglo XIX, llegó a superar la cifra de los 6000 habitantes. La población a 1 de enero de 2007 era de 2141 habitantes, a 1 de enero de 2012 era de 2104 y a 1 de enero de 2019 era de 1930.
Observando la gráfica inferior, se puede observar que la localidad sufrió un decrecimiento considerable en el intervalo de las décadas de 1950-1970 como consecuencia del éxodo rural ante la mecanización de la agricultura.
A día de hoy, la población está muy envejecida, y la tasa de natalidad no logra por mucho equiparar a las defunciones produciéndose un crecimiento vegetativo negativo continuado desde hace más de cincuenta años. Esta situación no es particular en Paredes de Nava, ya que es compartida por el resto de la Tierra de Campos.

## Economía
En la actualidad una parte importante de la población activa trabaja en el sector terciario dentro o fuera de la localidad. La otra ocupación destacable y que está en progresivo declive es la agricultura y la ganadería, con industrias paralelas de transformación de productos cárnicos, lavadero de lanas, fábricas de curtidos, silos de cereales o centros panificadores.
Además de estas actividades se desarrollan otras como industria alfarera y establecimientos turísticos.

## Cultura

### Patrimonio
- Iglesia de San Martín: construida en el siglo XV aunque ampliamente reformada en el siglo XVII. En la actualidad acoge el Centro de Interpretación de Tierra de Campos y la Oficina de Turismo. Su torre mudéjar se ha acondicionado para poder subir hasta el campanario, que hoy hace las veces de mirador desde donde poder contemplar el caserío de la villa y la extensa llanura en que se asienta.
- Iglesia de Santa Eulalia: destaca por su original torre en la que se suceden los estilos románico, gótico y mudéjar. Se la considera la iglesia más importante de Paredes por sus dimensiones catedralicias y por estar situada junto a la principal plaza del pueblo. En su origen fue una iglesia románica, sobre ella se construyó una gótica y posteriormente fue agrandada hacia la cabecera. Su estructura principal es de estilo gótico, pero pueden verse restos de su origen románico y elementos ya de influencia renacentista. En su interior alberga el Museo parroquial. Este museo, con más de 300 obras de arte, se considera uno de los pioneros y más importantes del mundo rural español, pues en él se pueden ver obras de algunos de los artistas más relevantes de la pintura y escultura castellanas que fueron el preludio del Siglo de Oro español. Destaca el retablo mayor, obra renacentista de Esteban Jordán, con tablas pintadas por Pedro Berruguete, entre ellas los Reyes de Israel del banco, comúnmente considerados sus obras capitales. En ella se conserva uno de los cuatro órganos ibéricos que tuvo Paredes de Nava. Es un órgano de grandes dimensiones hoy rehabilitado y del que se pueden escuchar conciertos de órgano, sobre todo en verano.
- Iglesia de Santa María: la iglesia de Santa María se levanta próxima al espacio que ocupó hasta 1412 la aljama de la importante comunidad judía que residió en la localidad. De estilo ojival, conserva las naves laterales. La nave central es fruto de la reforma y ampliación que tuvo lugar en el siglo XVII. El ábside es uno de los más llamativos de Paredes de Nava por su forma circular con contrafuertes. Esta iglesia está abierta al culto y conserva buen número de retablos y obras de arte. Tiene en su interior el otro órgano ibérico que se conserva en la villa. Fue construido por Tadeo Ortega en 1792. Actualmente, se utiliza con frecuencia en las celebraciones litúrgicas y ocasionalmente también se usa para conciertos en verano.
- Iglesia de San Juan: del siglo XV con restos del siglo XIII y reformada en el XVII, posee esbelta torre de piedra con el último cuerpo de ladrillo mudéjar. Amplio pórtico con tres arcos que resguardan la portada gótica.
- Convento de Santa Brígida: situado en el casco antiguo de la villa, en la plaza de San Francisco, el convento fue fundado en 1667. La iglesia, de reducidas dimensiones, fue construida por el arquitecto padereño Felipe Berrojo con aparejo mixto de piedra y ladrillo. De una sola nave, carece de crucero y presenta cubierta de bóveda de cañón con lunetos y cúpula deprimida de media naranja gallonada sobre el presbiterio. La portada de acceso al templo, en el lado de la Epístola (meridional) y sobria en extremo, consiste en una simple puerta adintelada sobre la que asoma un pequeño escudo. Sobre el muro septentrional se levanta una espadaña.
- Antiguo monasterio de san Francisco: en el centro del pueblo y junto al convento de Santa Brígida, se encuentra lo que fue un monasterio de franciscanos. Fue desamortizado y en lo que fueran dependencias monacales se encuentra el Ayuntamiento. Conserva el claustro. De la iglesia monacal queda el perímetro, parte del ábside y algunas capillas laterales dentro del edificio del Ayuntamiento.
- Hospital y capilla de San Marcos: de los tres hospitales que tuvo Paredes de Nava, se conserva este de san Marcos hoy convertido en residencia de ancianos. Cuenta con una fachada muy llamativa donde destaca la puerta gótica del siglo XV. En el centro, cuenta con un interesante patio asoportalado con columnas de piedra, en torno al cual están las dependencias de la residencia de ancianos. En el lado nordeste, está la iglesia-capilla del antiguo hospital, que hoy sirve como lugar de culto tanto para los ancianos como personas externas de la residencia.
- Ermita de la Vera Cruz o del Cristo del Palacio: se trata de una ermita penitencial donde se conservan buena parte de los pasos de Semana Santa, siendo sede de la cofradía penintencial de la Vera Cruz. En su interior, hay techumbres y artesonados de gran valor. El Cristo principal del retablo de la ermita es llamado «del Palacio» posiblemente porque en su origen estuvo en el palacio-alcázar de los Manrique, situado enfrente de la ermita.
- Ermita de Nuestra Señora del Carmen: situada justo en el borde por donde pasaba la antigua muralla, en ella se encuentra la Virgen del Carmen, patrona de los pastores.
- Ermita de Jesús Nazareno: de construcción más reciente, alberga la sede de la Cofradía Penitencial de Jesús Nazareno.
- Ermita de la Virgen de Carejas: situada a 2 km del casco urbano, alberga a la patrona de Paredes de Nava. Recientemente se descubrió que la Virgen original era de origen medieval, al descubrir la estructura que se le había hecho para convertirla en una Virgen vestidera. El entorno donde se encuentra esta ermita, sobre un pequeño altozano, con sus arboledas, pradera y sus fuentes, le convierten en un pequeño oasis en medio de la Tierra de Campos. Por eso es visitada durante todo el año, tanto por los paredeños como por gentes de otros lugares. Está muy bien comunicada con el casco urbano de Paredes de Nava a través de un camino asfaltado y por la carretera de Paredes de Nava a Carrión de los Condes.
- Ermita y Casas del Rey: situadas a 1 km del casco urbano por la carretera de la Nava se encuentra este conjunto situado en el canal de Castilla y que fue un poblado surgido en torno al primer embarcadero que tuvo el canal de Castilla. Fue uno de los embarcaderos más importantes, pues en él se almacenaba y transportaba buena parte del cereal de esta zona de la Tierra de Campos. Fue tal su importancia que incluso se construyó una iglesia, hoy conocida como ermita del Canal, para que pudieran acudir a misa los habitantes del poblado y todos los que por allí pasaban. Esta ermita-iglesia es la única que existe de todas las construcciones surgidas a lo largo de todo el canal de Castilla.
- Iglesia del Corpus Cristi: Paredes de Nava contó con una judería de gran importancia. Su sinagoga se convirtió en iglesia del Corpus Cristi tras la expulsión de los judíos en 1492. La iglesia desapareció sin que quede ningún resto material al presente. Queda la calle del Corpus Cristi como recuerdo de la zona donde estuvo. De la judería quedan algunas calles en torno al edificio del pósito.
- Además de los edificios religiosos, Paredes de Nava cuenta con un importante patrimonio histórico civil. En su extenso caserío, se encuentra un importante y llamativo número de casas de gran interés. Casonas señoriales con los escudos de los linajes de sus familias, casas de arquitectura popular, plaza con soportales, edificio del Pósito y edificio de la Tercia entre otros.
- Murallas: rodeaba a la localidad una cerca de la que hoy no quedan restos, aunque su perímetro es reconocible al estar marcado por la actual circunvalación. Estaba construida de tapial, con refuerzos de piedra en los puntos más importantes y, al menos, una veintena de torres. Contaba con seis puertas de acceso construidas con arcos de piedra de sillar conocidas con los nombres de Puerta de San Juan o de la Villa, Antenoria, Ardagón o Salida de Carretas, de Gallegos, de la Fuente o Arco de San Martín y la de Renedo. Salvo la de Antenoria, que daba salida a la antigua ciudad vaccea, las demás comunicaban con los caminos que conducían a Palencia, Villoldo, Villalumbroso, Frechilla y el despoblado de Sahagún el Real, respectivamente.

### Fiestas
- Fiestas del Señor o Benditos Novillos (domingo, lunes y martes siguientes al 8 de septiembre).
- Virgen de Carejas. Patrona de la villa (8 de septiembre).
- Fiesta de San Sebastián. Patrono de la villa (20 de enero).
- Jornadas Vacceas (de los vacceos al Medievo).

### Gastronomía
En Paredes de Nava se pueden encontrar una gran variedad de platillos, siendo el producto estrella (dentro de la gastronomía palentina y por ende de la paredeña también) el lechazo churro por su denominación de origen. Asado guisado en chuletillas fritas, el cual puede encontrarse en diferentes zonas dentro de Tierra de Campos, sin embargo en Paredes existe la tradición de elaborarla  con otros guisos como:
- El pijillo (elaborado con asadurilla, manillas y sangre del lechazo).
- Las patatas con sangre de lechazo.
- El rabo de cordero con patatas (lechazo de más de 13 kilos).
- Manillas de lechazo con callos y patatas.

Como en diversos municipios de la comunidad autónoma, la gastronomía se disfruta con la matanza del cerdo, las sopas de chichurro, las tortas de jerejitos, las jijas, además de la elaboración de embutidos curados por los mismos paredeños: chorizos, morcillas, jamones y lomos.
La caza permite la elaboración de platos tan representativos  como: 
- Pichones escabechados.
- Perdices estofadas.
- Palomas fritas.
- Codornices guisadas.
- Liebre con alubias.

Por su parte, el campo ofrece caracoles para guisar, berros para la elaboración de ensaladas, setas de cardo, en temporada, así como también cangrejos del río Retortillo que se pueden preparar con salsa de tomate, cebolla, pimiento y guindilla.
Durante el invierno suelen prepararse sopas o potajes calientes como:
- Sopas castellanas.
- Sopa de San José.
- Sopa de suero.
- Pastoril.
- Potaje de muelas.

De igual manera, Paredes ofrece una gran variedad de postres, destacando las cañas rellenas de crema, los bollos tontos y listos, la leche frita, las torrijas y las orejuelas u ojuelas.